# Nickell Peak
Nickell Peak är en bergstopp i Antarktis. Den ligger i Östantarktis. Nya Zeeland gör anspråk på området. Toppen på Nickell Peak är 1 103 meter över havet.
Terrängen runt Nickell Peak är kuperad västerut, men österut är den bergig. Trakten är obefolkad. Det finns inga samhällen i närheten. 